# Le Hemlot
Le Hemlot is een klein natuurgebied ten zuiden van Hermalle-sous-Argenteau.

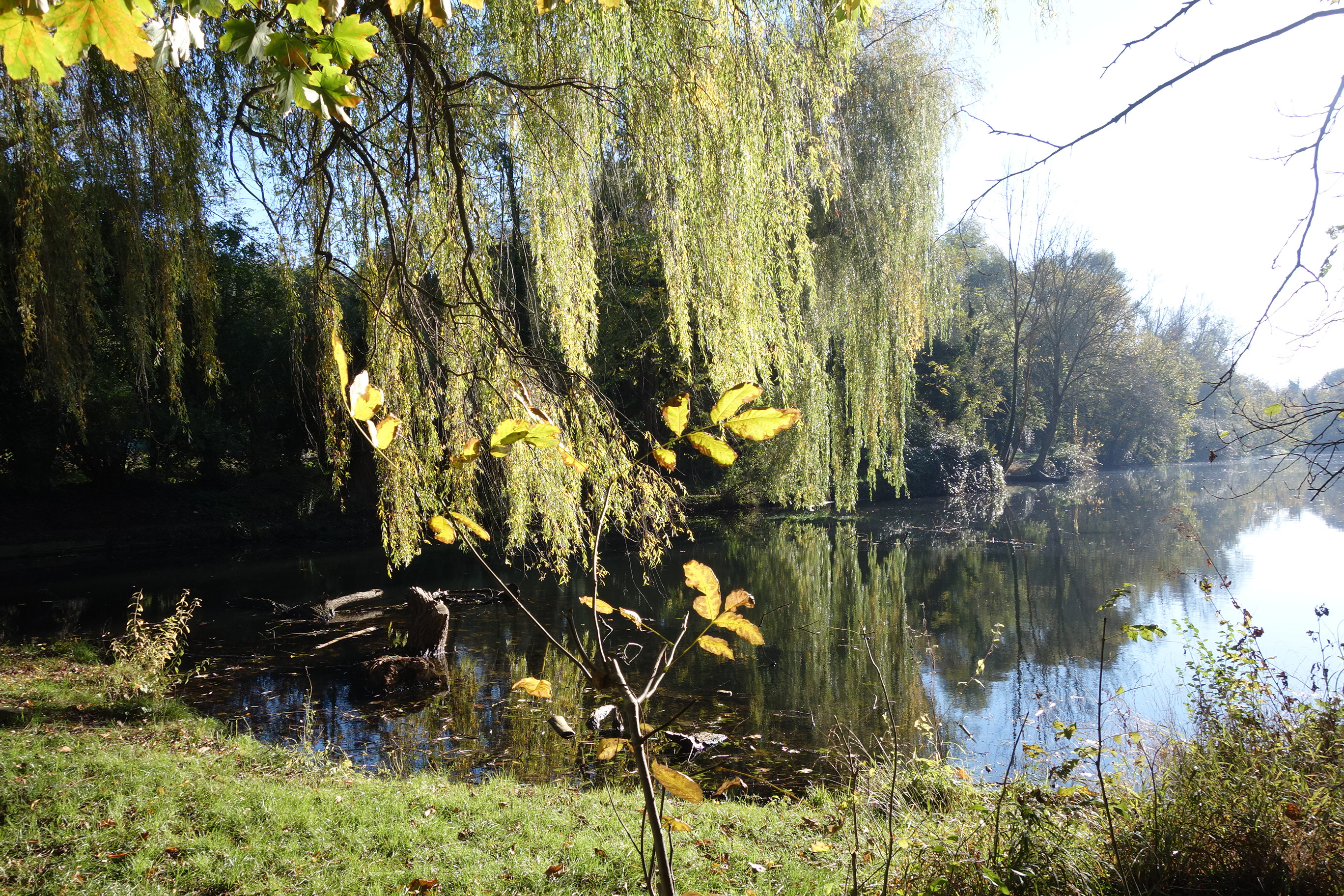
Een van de vijvers omzoomd met bos.

Het beschermde gebied is iets meer dan 1 ha groot en omvat een oude Maasarm, welke nu bestaat uit een reeks van drie vijvers die met bos omzoomd zijn en een hoge ecologische waarde bezitten. Vooral watervogels zijn talrijk en ook de visstand in de vijvers is talrijk en divers.